# 馬に乗った人のいる川景色
『馬に乗った人のいる川景色』（うまにのったひとのいるかわげしき、蘭: Rivierlandschap met ruiters、英: River Landscape with Riders）は、17世紀オランダ絵画黄金時代の画家アルベルト・カイプが1653-1657年頃、キャンバス上に油彩で制作した絵画である。1965年、本作は、アムステルダム国立美術館により、ハンプシャーのエクスベリーにあったエドモン・バンジャマン・ド・ロチルドのコレクションから購入された。カイプの傑作はほとんどすべて、18世紀にイングランドに渡ってしまっていたので、この傑作を取得したことは美術館にとって悲願の成就であった。画面下中央に「A. Cuijp」と署名されている。現在、本作は美術館の「栄誉の間」に展示されている。

## 作品
本作には、イタリアで風景画を制作したオランダの画家ヤン・ボトのようなイタリアニサント (イタリア美術の影響を受けた芸術家) からの明らかな影響が見られるものの、カイプは一度もイタリアへ行ったことがなかった。彼は生涯、ドルドレヒトに住み、もっぱらオランダの風景を南方の光を使って、描き続けた。本作に見られる風景は、1651年から翌年に画家が訪れたナイメーヘンとクレーフェの間にある地域で制作したスケッチにもとづくものである。イタリアニサントの燃え立つような金色の光を、影が長くなる夕暮れの風景を描くために用いている。
絵画は、牧歌的な情景を描いている。2人の人物が馬に水を飲ませるために川岸で休息している。1人は、馬に水を飲ませているところである。右の人物は、貴族に好まれた「カザック (kazak)」という乗馬服を身に着けており、彼が裕福な階級であることを示している。彼の横にいるのは兵士で、胸当て、サッシュ、剣を身に着けている。
画面の川には、何羽かのアヒルも見える。少し離れた場所では、そばの犬同様、穏やかに休んでいる牛たちを見守りながら、牧人が休息中の人物たちを見ている。典型的なオランダの家々があり、田舎の人々がいて、荷車もある。雲のある青空が画面上部の大半を占め、左側に伸びている。情景の左側には、ワイレル (Wyler) 湖があり、右側にはドゥイフェルスベルフ (Duivelsberg) の丘がある。左側の廃墟はクラネンブルフ (Kranenburg) 城で、中央にあるのはワイレルの村にある聖ヨハネス・デ・ドペル教会 (Sint-Johannes de Doperkerk) である。背後には、クレーフェ近郊の丘の連なりがある。 